# Vol Northwest Orient Airlines 293
Le 3 juin 1963, le vol Northwest Orient Airlines 293, un vol charter militaire américain assuré par un Douglas DC-7CF de Northwest Orient Airlines, immatriculé N290 (numéro de série 45209/861), s'est écrasé en mer, au large des côtes de l'Alaska. Les 101 passagers et membres d'équipage présents à bord ont tous péri dans l'accident. 
Il s'agit, à l'époque, de la catastrophe aérienne la plus meurtrière impliquant un appareil de cette compagnie aérienne, jusqu'au crash du vol Northwest Airlines 255 survenu 24 ans plus tard.

## Accident
Le vol 293 a été affrété par le service de transport aérien militaire (MATS) de l'U.S. Air Force pour transporter 95 militaires et membres de leurs familles de McChord Field, dans l'État de Washington, à Elmendorf Air Force Base, en Alaska. Le DC-7 a quitté la base aérienne McChord à 7h52, heure du Pacifique. 
Le dernier contact radio avec l'avion a eu lieu à 10h06, lorsque l'équipage a demandé un changement de niveau de vol. Alors qu'aucune autre transmission n'a été entendu pendant plus d'une heure, une recherche de l'avion a commencé à 11h16. Ce n'est qu'à 19h22 que des débris flottants de l'appareil ont été aperçus en mer, à 293 km à l'ouest/sud-ouest de l'île Annette, en Alaska.
Environ 700 kg de débris de l'avion ont été récupérés, y compris des gilets de sauvetage encore enfermés dans leurs conteneurs en plastique et des cadres de sièges extrêmement déformés. Aucun des corps des membres de l'équipage ou des passagers n'a jamais été retrouvé.

## Enquête
Avec l'épave de l'avion reposant à une profondeur de 8 000 pieds (2438 m), le Conseil de l'aéronautique civile (en) (CAB) a conclu qu'en raison du manque de preuves à disposition, il n'était pas en mesure de déterminer la cause exacte de l'accident.

## Incident similaire
Un accident similaire s'est produit le 22 octobre 1962, soit sept mois auparavant, alors qu'il coïncidait presque complètement, sur un certain nombre de détails, avec celui du 3 juin. Ce DC-7 de Northwest Orient Airlines, immatriculé N285, effectuait exactement le même vol 293, entre McChord Field et Elmendorf Air Force Base, avec à son bord 95 passagers et 7 membres d'équipage. 
Le DC-7 a grimpé à une altitude de 20 000 pieds (6 096 m). Puis, environ 3 heures après le décollage, le moteur n°2 (moteur intérieur gauche) a soudainement perdu sa puissance, après quoi l'hélice de ce moteur a développé une vitesse supérieure à celle autorisée en vol. Dans cette situation, les pilotes ont entamé une descente rapide de l'avion, puis ont réussi un amerrissage d'urgence dans la baie de Sitka (en), en Alaska. Aucune des 102 personnes présentes à bord n'est décédée lors de cet accident. 
Selon le CAB, la cause principal du premier accident est une panne mécanique au niveau du moteur n°2. Il est possible qu'un des moteurs soit également tombé en panne lors du second accident, provoquant une perte de contrôle de l'avion en vol et son crash.